# Murphy (calciatore)
 Murphy (fl. XIX-XX secolo) è stato un calciatore britannico, di ruolo difensore e attaccante.

## Carriera
Calciatore britannico di cui è ignoto il nome.
Militò nel Genoa due stagioni. Nella stagione 1910-1911 ottiene con i rossoblu il quinto posto della classifica finale, mentre in quella seguente il terzo posto della classifica finale del Torneo Maggiore.
Nel 1912 passa al Pisa, militando nella squadra riserve.